# Cyrtopogon varicornis
Cyrtopogon varicornis är en tvåvingeart som beskrevs av Mario Bezzi 1899. Cyrtopogon varicornis ingår i släktet Cyrtopogon och familjen rovflugor.
Artens utbredningsområde är Italien. Inga underarter finns listade i Catalogue of Life.